# Keiji Nakazawa
Keiji Nakazawa (中沢 啓治, Nakazawa Keiji, Hiroshima, Japão, 14 de março de 1939 - 19 de dezembro de 2012) foi um mangaká japonês. Era um dos sobreviventes da bomba de Hiroshima em 1945. Com 6 anos de idade, viu sua família, com exceção de sua mãe, ser morta sem poder fazer nada. Sua obra mais famosa foi Gen Pés Descalços (Hadashi no Gen), o mangá que conta a história sobre a explosão de Hiroshima do jeito que ele a viu, onde o protagonista, Gen, é seu alter-ego.
Gen Pés Descalços possui versões em filmes, séries e até uma ópera. Keiji Nakazawa era pacifista. o autor veio falecer no dia 19 de dezembro de 2012, vítima de um câncer de pulmão.